# Simone Blum
Simone Blum (Frisinga, 22 de marzo de 1989) es una jinete alemana que compite en la modalidad de salto ecuestre.
Ganó dos medallas en el Campeonato Mundial de Saltos Ecuestres de 2018 y una medalla de plata en el Campeonato Europeo de Saltos Ecuestres de 2019.

## Palmarés internacional
| Campeonato Mundial | Campeonato Mundial      | Campeonato Mundial | Campeonato Mundial |
| Año                | Lugar                   | Medalla            | Categoría          |
| ------------------ | ----------------------- | ------------------ | ------------------ |
| 2018               | Tryon (Estados Unidos)  | Medalla de oro     | Individual         |
| 2018               | Tryon (Estados Unidos)  | Medalla de bronce  | Por equipos        |
| Campeonato Europeo |                         |                    |                    |
| Año                | Lugar                   | Medalla            | Categoría          |
| 2019               | Róterdam (Países Bajos) | Medalla de plata   | Por equipos        |